# Sylvictor
Sylvictor – wymarły rodzaj owadów z rzędu Reculida i rodziny Liomopteridae, obejmujący tylko jeden znany gatunek: Sylvictor major.
Rodzaj i gatunek opisane zostały w 2004 roku przez Daniła Aristowa. Opisu dokonano na podstawie pojedynczej skamieniałości, odnalezionej w formacji Koszelewka, w rosyjskiej Czekardzie i pochodzącej z piętra kunguru w permie.
Owad o głowie tak długiej jak szerokiej, wyposażonej w duże oczy i cienkie czułki. Paranotalia przedplecza były trapezowate. Śródplecze i zaplecze były tak szerokie jak długie, ku tyłowi nieco zwężone. Przednie skrzydło miało 59 mm długości, wypukły przedni brzeg, ostry wierzchołek, a pole subkostalne tak szerokie jak kostalne. W jego użyłkowaniu zaznaczały się: biegnąca równolegle do krawędzi skrzydła żyłka subkostalna, zaczynający się w nasadowej ćwiartce i nieregularnie porozgałęziany sektor radialny, trójgałęziste żyłki medialne przednia i tylna, sześciogałęzista i przed pierwszym rozwidleniem falista przednia żyłka kubitalna. Tylne skrzydło miało około 53 mm długości i prawie prostą żyłkę radialną.